# Mistrzostwa Azji w Lekkoatletyce 2011

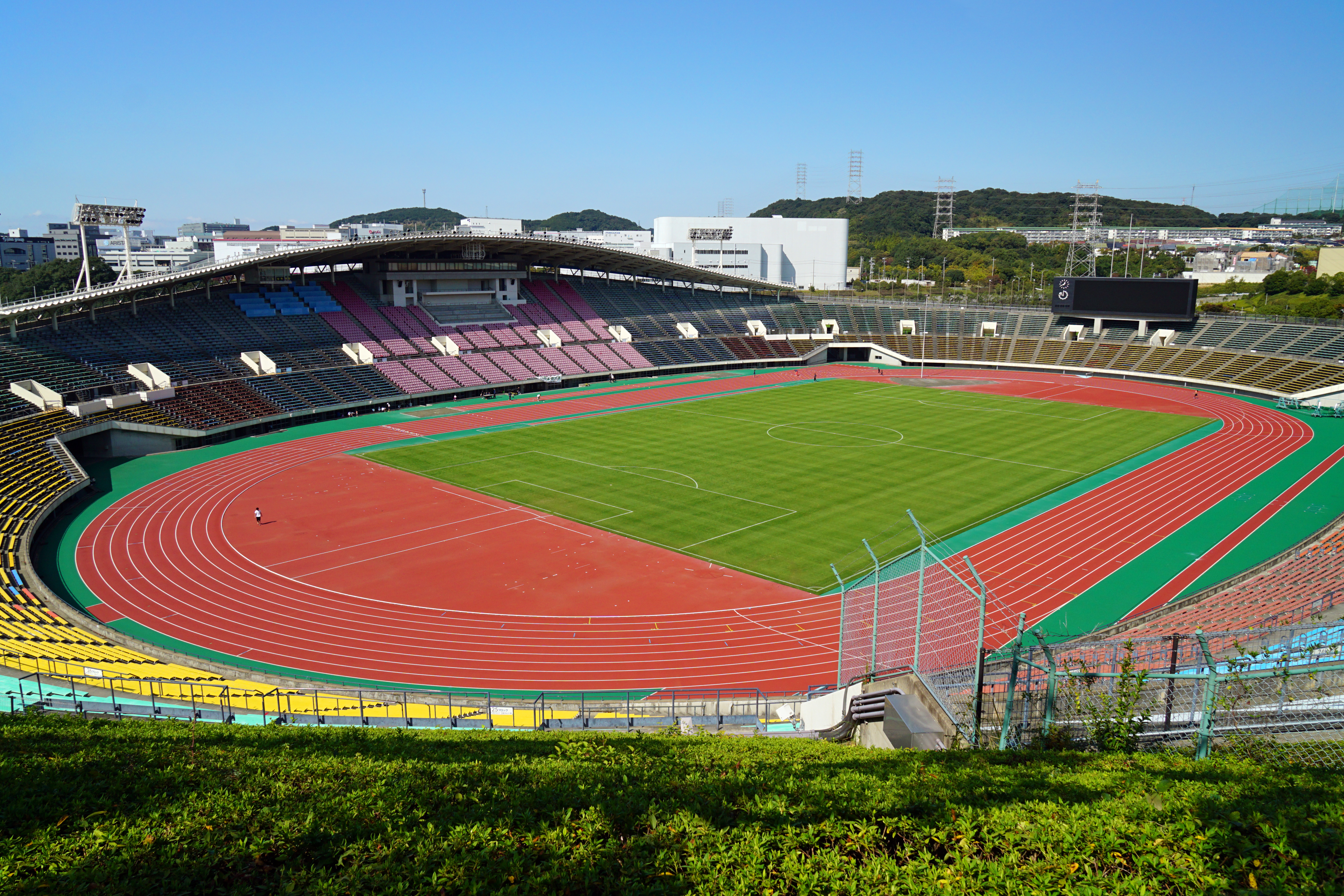
Kobe Universiade Memorial Stadium

19. Mistrzostwa Azji w Lekkoatletyce – zawody lekkoatletyczne zorganizowane przez Asian Athletics Association między 7 i 10 lipca 2011 w japońskim mieście Kobe, na Kobe Universiade Memorial Stadium. Czwarty raz w historii mistrzostwa Azji odbyły się w Japonii – poprzednio gospodarzami były: Tokio (dwukrotnie) oraz Fukuoka.
Rywalizacja w dziesięcioboju mężczyzn oraz siedmioboju kobiet zaliczana była do cyklu IAAF Combined Events Challenge. Złoci medaliści mistrzostw, za zgodą swoich narodowych federacji, byli zwolnieni z konieczności uzyskania minimum kwalifikacyjnego na mistrzostwa świata (przełom sierpnia i września 2011) i mogli wystąpić na tej imprezie z dzikimi kartami.
Zwyciężczyni biegu na 400 metrów – Olga Tereshkova z Kazachstanu została zdyskwalifikowana za doping, odebrano jej złoty medal, a także anulowano rezultat (52,37). Srebrne medale straciła z tego powodu także kazachska sztafeta 4 x 400 metrów, która w składzie: Tatyana Khadjimuratova, Margarita Matsko, Aleksandra Kuzina oraz Tereshova uzyskała (anulowany) czas 3:36,61. Za doping odebrano także medale Irakijce Kolestan Mahmoud, która po dyskwalifikacji Tereshkovej została mistrzynią Azji w biegu na 400 metrów. W związku z tym Irak stracił także srebrny medal z biegu rozstawnego 4 x 400 metrów (w składzie były Hikmat Alaa Jassem, Inam Khazal Al-Sudani, Kolestan Mahmoud oraz Dana Abdulrazak).

## Rezultaty

### Mężczyźni
| Konkurencja:                  | 1. miejsce                                                                    | Rezultat  | 2. miejsce | Rezultat  | 3. miejsce                                                                    | Rezultat  |
| Bieg na 100 m                 | Su Bingtian                                                                   | 10,21     | Masashi Eriguchi                                                                                                   | 10,28     | Sota Kawatsura                                                                | 10,30     |
| Bieg na 200 m                 | Femi Ogunode                                                                  | 20,41     | Hitoshi Saitō | 20,75     | Omar Juma Al-Salfa                                                            | 20,97     |
| Bieg na 400 m                 | Youssef Al-Masrahi                                                            | 45,79     | Hideyuki Hirose | 46,03     | Yūzō Kanemaru                                                                 | 46,38     |
| Bieg na 800 m                 | Mohamed Mutlak Al-Azimi                                                       | 1:46,14   | Sadjad Moradi | 1:46,35   | Ghamanda Ram                                                                  | 1:46,46   |
| Bieg na 1500 m                | Mohamed Mutlak Al-Azimi                                                       | 3:42,49   | Sadjad Moradi | 3:43,30   | Chaminda Indika Wijekoon                                                      | 3:44,01   |
| Bieg na 5000 m                | Dejene Regassa                                                                | 13:39,71  | Yuki Sato | 13:40,78  | Alemu Bekele                                                                  | 13:41,93  |
| Bieg na 10 000 m              | Hasan Mahboob Ali                                                             | 28:35,49  | Bilisuma Shume | 28:36,30  | Akinobu Murasawa                                                              | 28:40,63  |
| Bieg na 3000 m z przeszkodami | Ali Abubaker Kamal                                                            | 8:30,23   | Artyom Kosinov | 8:35,11   | Tareq Mubarak Taher                                                           | 8:45,47   |
| Bieg na 110 m przez płotki    | Liu Xiang                                                                     | 13,22     | Shi Dongpeng | 13,56     | Park Tae-kyong                                                                | 13,66     |
| Bieg na 400 m przez płotki    | Takatoshi Abe                                                                 | 49,64     | Yuta Imazeki | 50,22     | Chen Chieh                                                                    | 50,39     |
| Sztafeta 4 x 100 m            | Japonia · Sota Kawatsura · Masashi Eriguchi · Shinji Takahira · Hitoshi Saitō | 39,18     | Hongkong · Tang Yik Chun · Lai Chun Ho · Ng Ka Fung · Tsui Chi Ho                                                  | 39,26     | Chińskie Tajpej · Wang Wen-tang · Liu Yuan-kai · Tsai Meng-lin · Yi Wei-chen  | 39,30     |
| Sztafeta 4 x 400 m            | Japonia · Yusuke Ishizuka · Kei Takase · Hideyuki Hirose · Yūzō Kanemaru      | 3:04,72   | Arabia Saudyjska · Mohamed Ali Al-Bishi · Hamed Hamadan Al-Bishi · Younes Ibrahim Al-Housaoui · Youssef Al-Masrahi | 3:08,03   | Iran · Payman Rajabi · Amin Ghelichi · Ehsan Mohajer Shojaei · Sajjad Hashemi | 3:08,58   |
| Skok wzwyż                    | Mutaz Essa Barshim                                                            | 2,35      | Majed El Dein Ghazal                                                                                               | 2,28      | Wang Chen                                                                     | 2,26      |
| Skok o tyczce                 | Daichi Sawano                                                                 | 5,50      | Hiroki Ogita | 5,40      | Yang Yansheng                                                                 | 5,40      |
| Skok w dal                    | Su Xiongfeng                                                                  | 8,19      | Suphanara Suksawat                                                                                                 | 8,05      | Rikiya Saruyama                                                               | 8,05      |
| Trójskok                      | Jewgienij Ektow                                                               | 16,91     | Li Yanxi | 16,70w    | Roman Walijew                                                                 | 16,62     |
| Pchnięcie kulą                | Chang Ming-huang                                                              | 20,14     | Zhang Jun | 19,77     | Om Prakash Singh                                                              | 19,47     |
| Rzut dyskiem                  | Ehsan Hadadi                                                                  | 62,27     | Vikas Gowda | 61,58     | Wu Jian                                                                       | 56,61     |
| Rzut młotem                   | Ali Mohamed Al-Zinkawi                                                        | 73,73     | Hiroshi Noguchi | 70,89     | Hiroaki Doi                                                                   | 70,69     |
| Rzut oszczepem (szczegóły)    | Yukifumi Murakami                                                             | 83,27     | Park Jae-myong | 80,19     | Ivan Zaytsev                                                                  | 79,22     |
| Dziesięciobój                 | Hadi Sepehrzad                                                                | 7506 pkt. | Akihiko Nakamura                                                                                                   | 7478 pkt. | Bhartender Singh                                                              | 7358 pkt. |

### Kobiety
| Konkurencja:                  | 1. miejsce                                                              | Rezultat  | 2. miejsce                                                                | Rezultat  | 3. miejsce                                                                                | Rezultat  |
| Bieg na 100 m                 | Guzel Khubbieva                                                         | 11,39     | Wei Yongli                                                                | 11,70     | Tao Yujia                                                                                 | 11,74     |
| Bieg na 200 m                 | Chisato Fukushima                                                       | 23,49     | Greta Taslakian                                                           | 24,01     | Saori Imai                                                                                | 24,06     |
| Bieg na 400 m                 | Chen Jingwen                                                            | 52,89     | Chandrika Subashini                                                       | 53,35     | Chisato Tanaka                                                                            | 54,08     |
| Bieg na 800 m                 | Trương Thanh Hằng                                                       | 2:01,41   | Margarita Matsko                                                          | 2:02,46   | Tintu Luka                                                                                | 2:02,55   |
| Bieg na 1500 m                | Genzebe Shami                                                           | 4:15,91   | Trương Thanh Hằng                                                         | 4:18,40   | Orchatteri P. Jaisha                                                                      | 4:21,41   |
| Bieg na 5000 m                | Tejitu Daba                                                             | 15:22,48  | Hitomi Niiya                                                              | 15:34,19  | Yuriko Kobayashi                                                                          | 15:42,59  |
| Bieg na 10 000 m              | Shitaye Eshete                                                          | 32:47,80  | Karima Saleh Jassem                                                       | 32:50,70  | Preeja Sreedharan                                                                         | 33:15,55  |
| Bieg na 3000 m z przeszkodami | Minori Hayakari                                                         | 9:52,42   | Sudha Singh                                                               | 10:08,52  | Nguyễn Thị Phương                                                                         | 10:14,94  |
| Bieg na 100 m przez płotki    | Sun Yawei                                                               | 13,04     | Jung Hye-lim                                                              | 13,11     | Natalya Ivoninskaya                                                                       | 13,15     |
| Bieg na 400 m przez płotki    | Satomi Kubokura                                                         | 56,52     | Yang Qi                                                                   | 56,69     | Christine Merrill                                                                         | 57,30     |
| Sztafeta 4 x 100 m            | Japonia · Nao Okabe · Momoko Takahashi · Chisato Fukushima · Saori Imai | 44,05     | Chiny · Tao Yujia · Liang Qiuping · Jiang Lan · Wei Yongli                | 44,23     | Tajlandia · Sangwan Jaksunin · Oranut Klomdee · Juthamas Thavoncharoen · Nongnuch Saenrat | 44,62     |
| Sztafeta 4 x 400 m            | Japonia · Sayaka Aoki · Chisato Tanaka · Satomi Kubokura · Miho Shingu  | 3:35,00   | Indie · Mrudula Korada · Jhuma Khatun · Orchatteri P. Jaisha · Tintu Luka | 3:44,17   |                                                                                           |           |
| Skok wzwyż                    | Zheng Xingjuan                                                          | 1,92      | Svetlana Radzivil                                                         | 1,92      | Marina Aitowa                                                                             | 1,89      |
| Skok o tyczce (szczegóły)     | Wu Sha                                                                  | 4,35      | Li Ling                                                                   | 4,30      | Choi Yun-hee                                                                              | 4,00      |
| Skok w dal                    | Mayookha Johny                                                          | 6,56      | Lu Minjia                                                                 | 6,52      | Saeko Okayama                                                                             | 6,51      |
| Trójskok                      | Xie Limei                                                               | 14,54     | Valeriya Kanatova                                                         | 14,14     | Mayookha Johny                                                                            | 14,11     |
| Pchnięcie kulą                | Meng Qianqian                                                           | 18,31     | Liu Xiangrong                                                             | 18,30     | Leila Rajabi                                                                              | 16,60     |
| Rzut dyskiem                  | Sun Taifeng                                                             | 60,89     | Ma Xuejun                                                                 | 59,67     | Harwant Kaur                                                                              | 57,99     |
| Rzut młotem                   | Masumi Aya                                                              | 67,19     | Liu Tingting                                                              | 65,42     | Yuka Murofushi                                                                            | 62,50     |
| Rzut oszczepem                | Liu Chunhua                                                             | 58,05     | Wang Ping                                                                 | 55,80     | Yuka Satō                                                                                 | 54,16     |
| Siedmiobój                    | Wassanee Winatho                                                        | 5710 pkt. | Fumie Takehara                                                            | 5491 pkt. | Chie Kiriyama                                                                             | 5442 pkt. |

## Rekordy
Podczas zawodów ustanowiono 12 krajowych rekordów w kategorii seniorów:
| Zawodnik                                                                  | Reprezentacja | Konkurencja                | Rezultat |
| ------------------------------------------------------------------------- | ------------- | -------------------------- | -------- |
| Ser-Od Bat-Ochir                                                          | Mongolia      | bieg na 5000 m             | 14:18,53 |
| Ahmad Hazer                                                               | Liban         | bieg na 110 m przez płotki | 14,25    |
| Mutaz Essa Barshim                                                        | Katar         | skok wzwyż                 | 2,35     |
| Majed El Dein Ghazal                                                      | Syria         | skok wzwyż                 | 2,28     |
| Suphanara Suksawat                                                        | Tajlandia     | skok w dal                 | 8,05     |
| Maryam Toosi                                                              | Iran          | bieg na 100 m              | 11,83    |
| Maryam Toosi                                                              | Iran          | bieg na 100 m              | 11,81    |
| Maryam Toosi                                                              | Iran          | bieg na 200 m              | 23,64    |
| Leila Ebrahimi                                                            | Iran          | bieg na 5000 m             | 17:40,01 |
| Christine Merrill                                                         | Sri Lanka     | bieg na 400 m przez płotki | 56,83    |
| Mayookha Johny                                                            | Indie         | trójskok                   | 14,11    |
| Hikmat Alaa Jassem Inam Khazal Al-Sudani Kolestan Mahmoud Dana Abdulrazak | Irak          | sztafeta 4 x 400 m         | 3:41,91  |

A także 7 rekordów mistrzostw Azji:
| Zawodnik           | Reprezentacja   | Konkurencja                   | Rezultat |
| ------------------ | --------------- | ----------------------------- | -------- |
| Femi Ogunode       | Katar           | bieg na 200 m                 | 20,41    |
| Dejene Regassa     | Bahrajn         | bieg na 5000 m                | 13:39,71 |
| Liu Xiang          | Chiny           | bieg na 110 m przez płotki    | 13,22    |
| Mutaz Essa Barshim | Katar           | skok wzwyż                    | 2,35     |
| Chang Ming-huang   | Chińskie Tajpej | pchnięcie kulą                | 20,14    |
| Yukifumi Murakami  | Japonia         | rzut oszczepem                | 83,27    |
| Minori Hayakari    | Japonia         | bieg na 3000 m z przeszkodami | 9:52,42  |

## Tabela medalowa
| Pozycja | Państwo                      |    |    |    |    |
| ------- | ---------------------------- | -- | -- | -- | -- |
| 1       | Chiny                        | 11 | 12 | 5  | 28 |
| 2       | Japonia                      | 11 | 10 | 11 | 32 |
| 3       | Bahrajn                      | 5  | 2  | 2  | 9  |
| 4       | Katar                        | 3  | 0  | 0  | 3  |
| 4       | Kuwejt                       | 3  | 0  | 0  | 3  |
| 6       | Iran                         | 2  | 2  | 2  | 6  |
| 7       | Indie                        | 1  | 3  | 8  | 12 |
| 8       | Kazachstan                   | 1  | 2  | 3  | 6  |
| 9       | Uzbekistan                   | 1  | 2  | 1  | 4  |
| 10      | Wietnam                      | 1  | 1  | 1  | 3  |
| 10      | Tajlandia                    | 1  | 1  | 1  | 3  |
| 12      | Arabia Saudyjska             | 1  | 1  | 0  | 2  |
| 13      | Chińskie Tajpej              | 1  | 0  | 2  | 3  |
| 14      | Korea Południowa             | 0  | 2  | 2  | 4  |
| 15      | Sri Lanka                    | 0  | 1  | 2  | 3  |
| 16      | Hongkong                     | 0  | 1  | 0  | 1  |
| 16      | Syria                        | 0  | 1  | 0  | 1  |
| 16      | Liban                        | 0  | 1  | 0  | 1  |
| 19      | Zjednoczone Emiraty Arabskie | 0  | 0  | 1  | 1  |